# تاج سنتوری

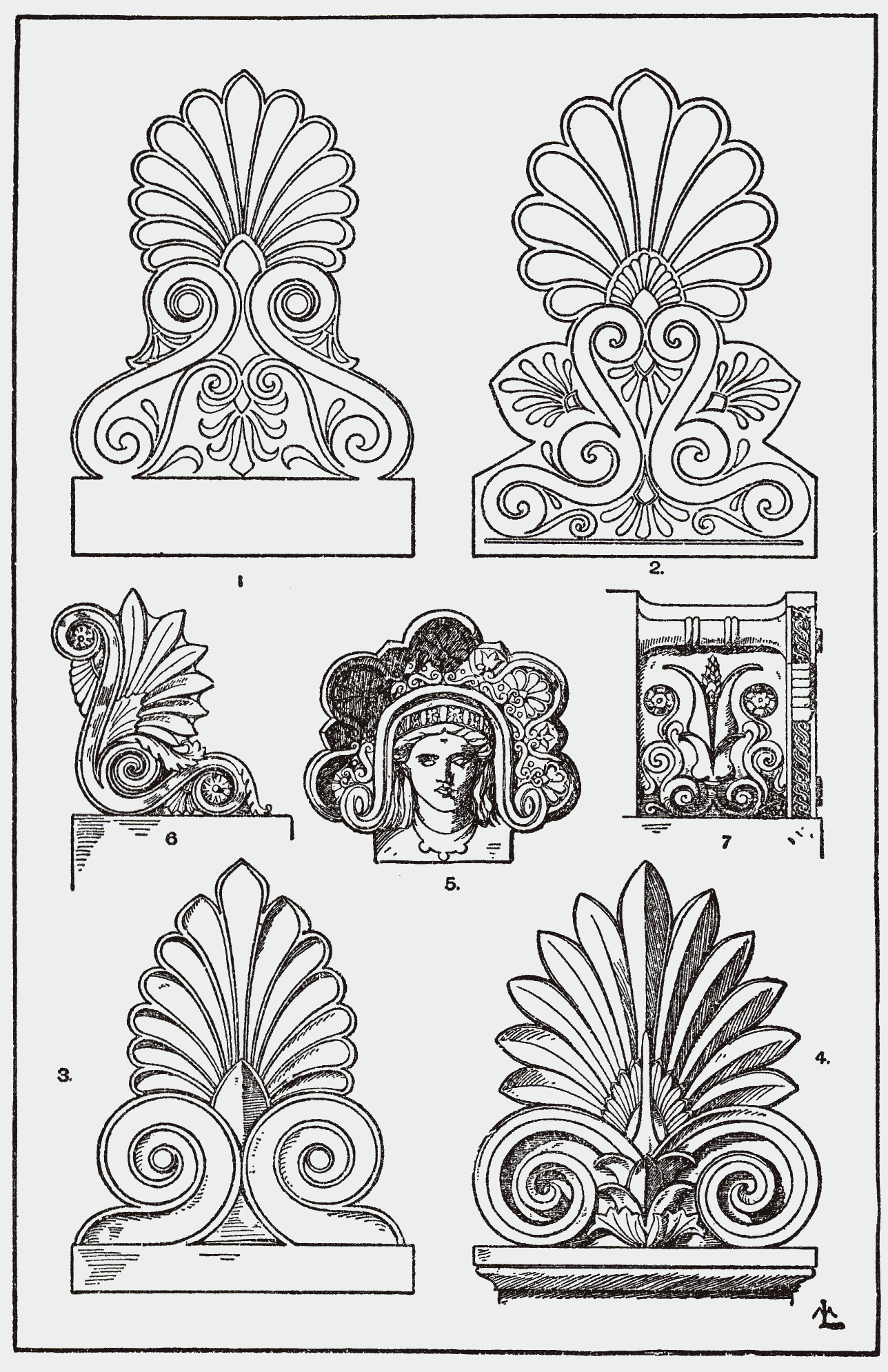
نمونه‌هایی از تاج‌های سنتوری.

تاجِ سَنتوری (به انگلیسی: Acroterion) یک تزئین معماری است که در بالاترین قسمت‌های ساختمان، معمولاً در گوشه‌ها یا مرکز یک شیروانی، بالای سنتوری یا بالای یک سنگ یادبود قرار می‌گیرد. این تزئینات اغلب به شکل مجسمه‌های کوچک، برگ‌های نخلی، یا دیگر نقوش تزئینی هستند.
اگر تاج سنتوری به شکل پیکره باشد به آن پیکرهٔ بالاسنتوری هم می‌گویند.

## پیشینه
تاج‌های سنتوری در معماری یونان باستان و روم باستان بسیار رایج بودند و اغلب برای تزئین معابد، تئاترها و دیگر ساختمان‌های عمومی استفاده می‌شدند. آنها همچنین در معماری رنسانس و باروک نیز محبوب بودند.
پاپیکرهٔ بالاسنتوری، پایه‌ای تزئینی است که برای قرار دادن یک مجسمه یا تزیین در بالای پیشانی یک معبد یونانی استفاده می‌شود. در ابتدا، این تزئینات به شکل گلبرگ بودند و بر روی لبه و کناره‌های پیشانی قرار می‌گرفتند. بعدها، به گروه‌های مجسمه توسعه یافتند. جنس پاپیکره‌ها ابتدا از سفال و سپس از سنگ بود. گاهی اوقات در طراحی مبلمان نیز استفاده می‌شود.

## نگارخانه

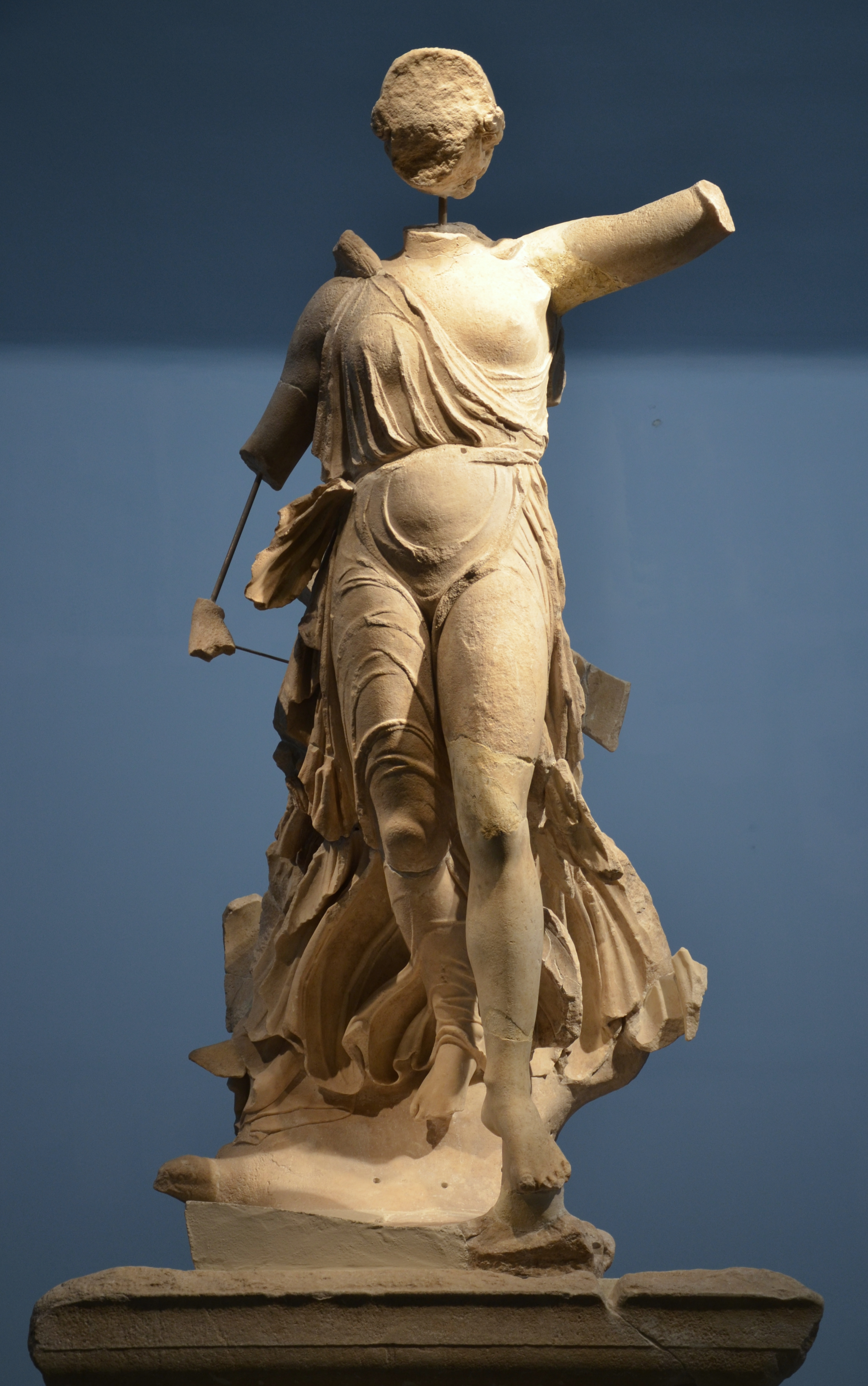
پیکره بالاسنتوری یونان باستان به شکل نیکه، اثر پایونیوس، ۴۲۱ قبل از میلاد، مرمر، موزه باستان‌شناسی المپیا، المپیا، یونان
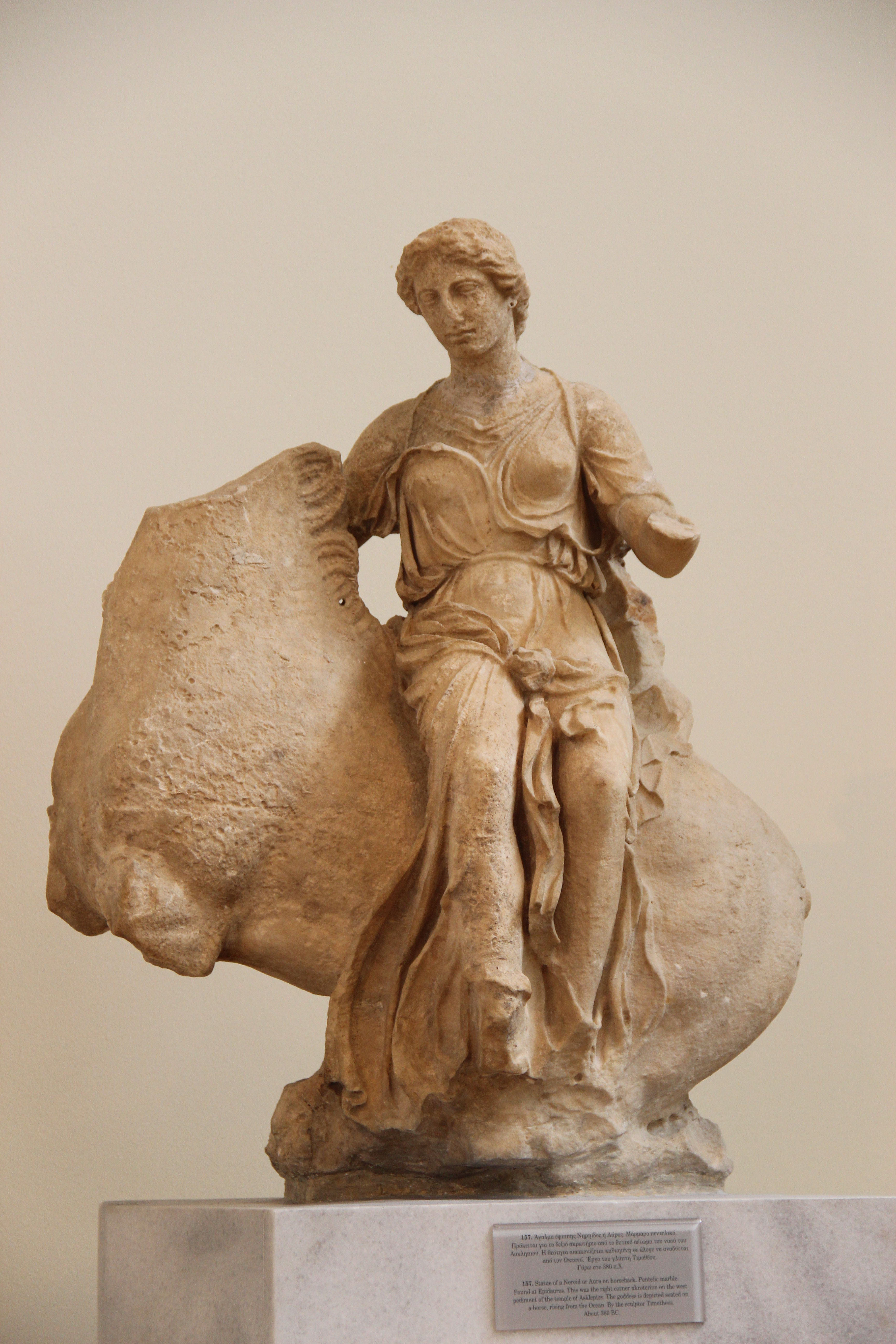
پیکره بالاسنتوری یونان باستان به شکل یکی از نرویدها سوار بر اسب، حدود ۳۸۰ قبل از میلاد، مرمر، موزه ملی باستان‌شناسی آتن، آتن
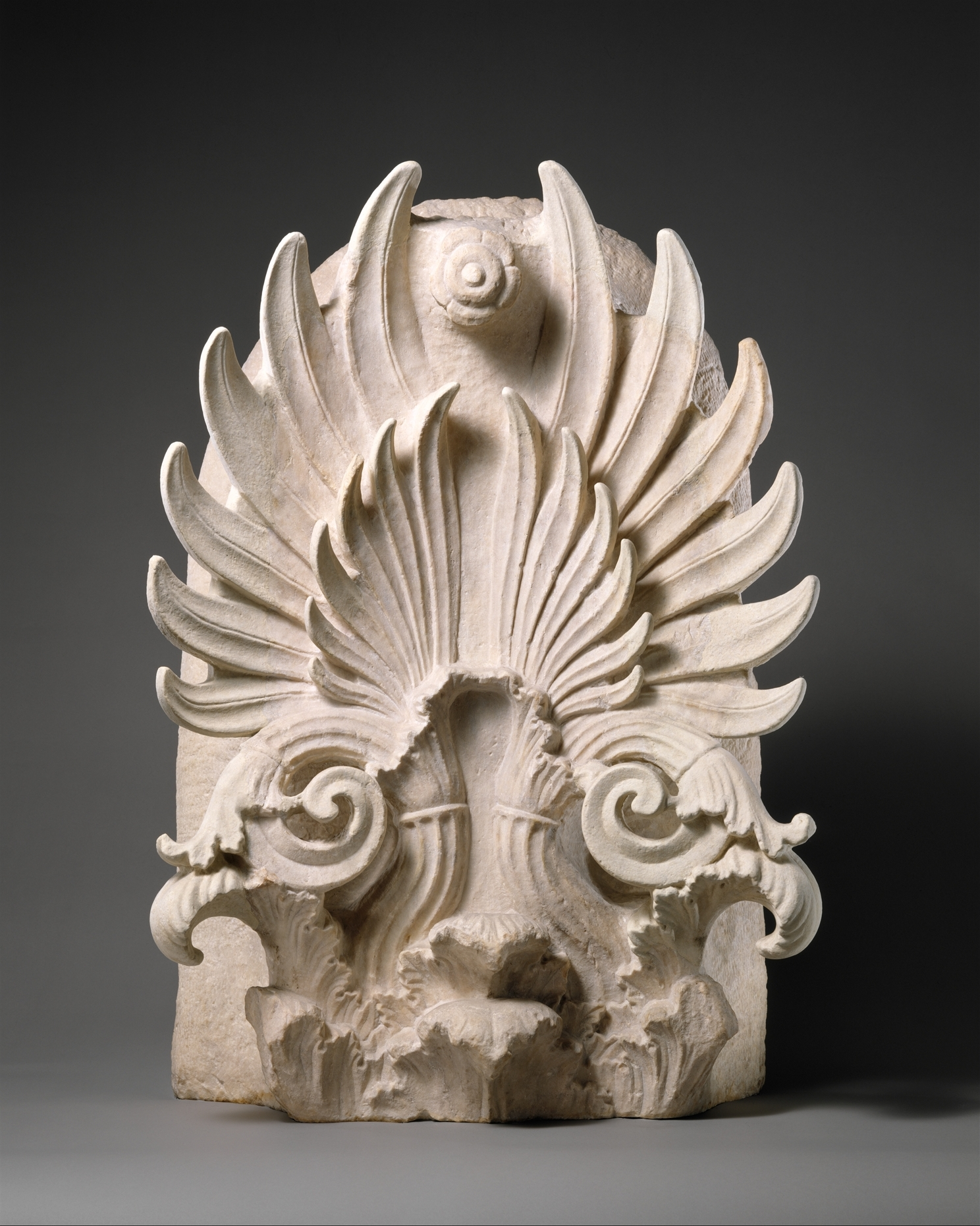
تاج سنتوری یونان باستان، ۳۵۰–۳۲۵ قبل از میلاد، مرمر، موزه هنر متروپولیتن، نیویورک
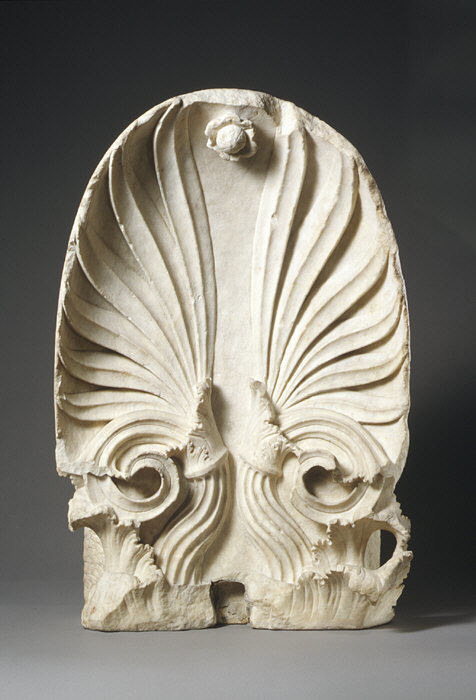
تاج سنتوری مقبره تیموتئوس و نیکون، ۳۵۰–۳۲۵ قبل از میلاد، مرمر، موزه هنر متروپولیتن
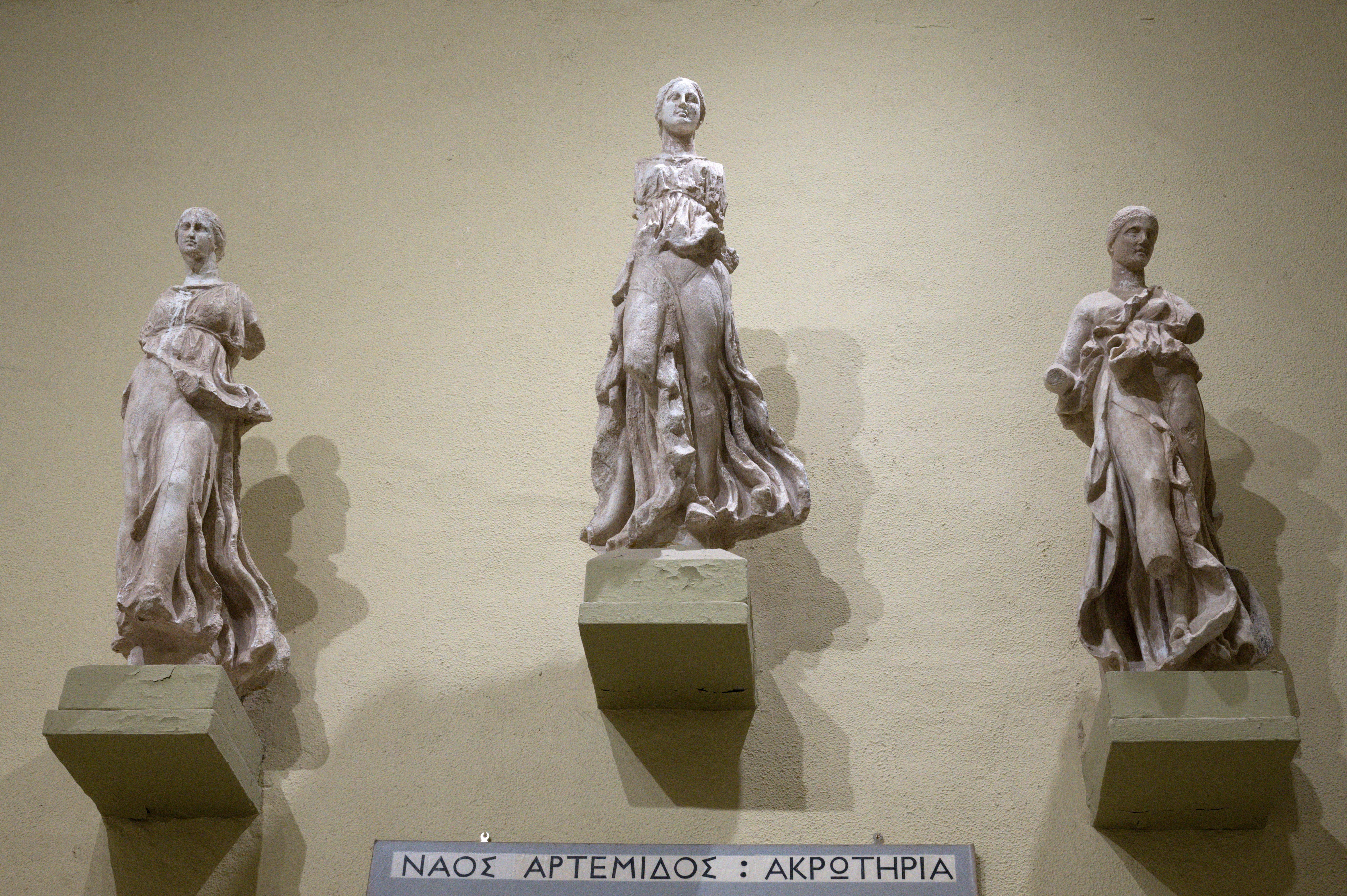
پیکره‌های بالاسنتوری یونان باستان از یک معبد آرتمیس، ۳۳۰–۳۰۰ قبل از میلاد، مرمر، موزه باستان‌شناسی اپیداروس، اپیداروس، یونان
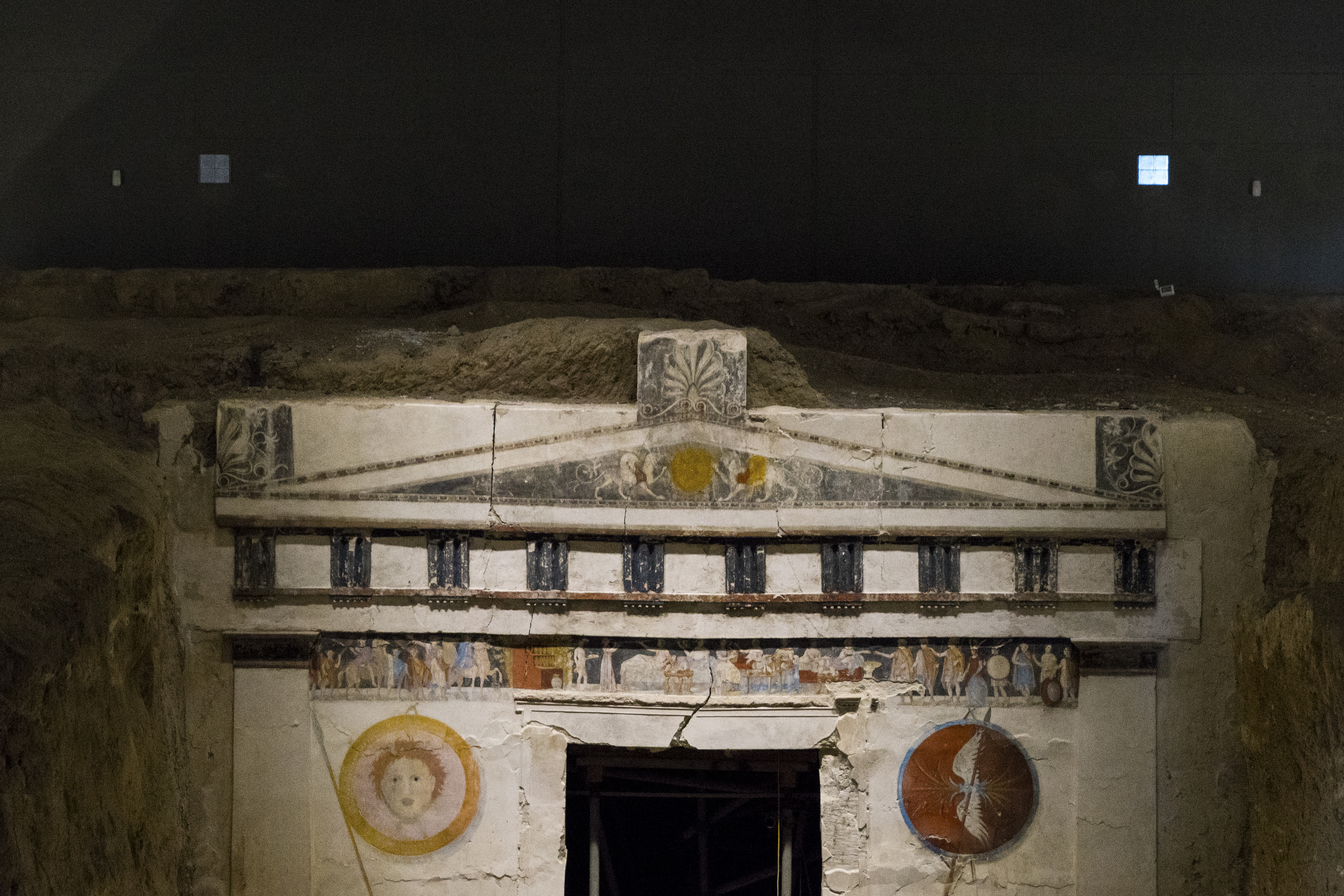
تاج‌های سنتوری یونان باستان از مقبره III، آیوس آتاناسیوس، تسالونیکی، یونان، ۳۲۵–۳۰۰ قبل از میلاد
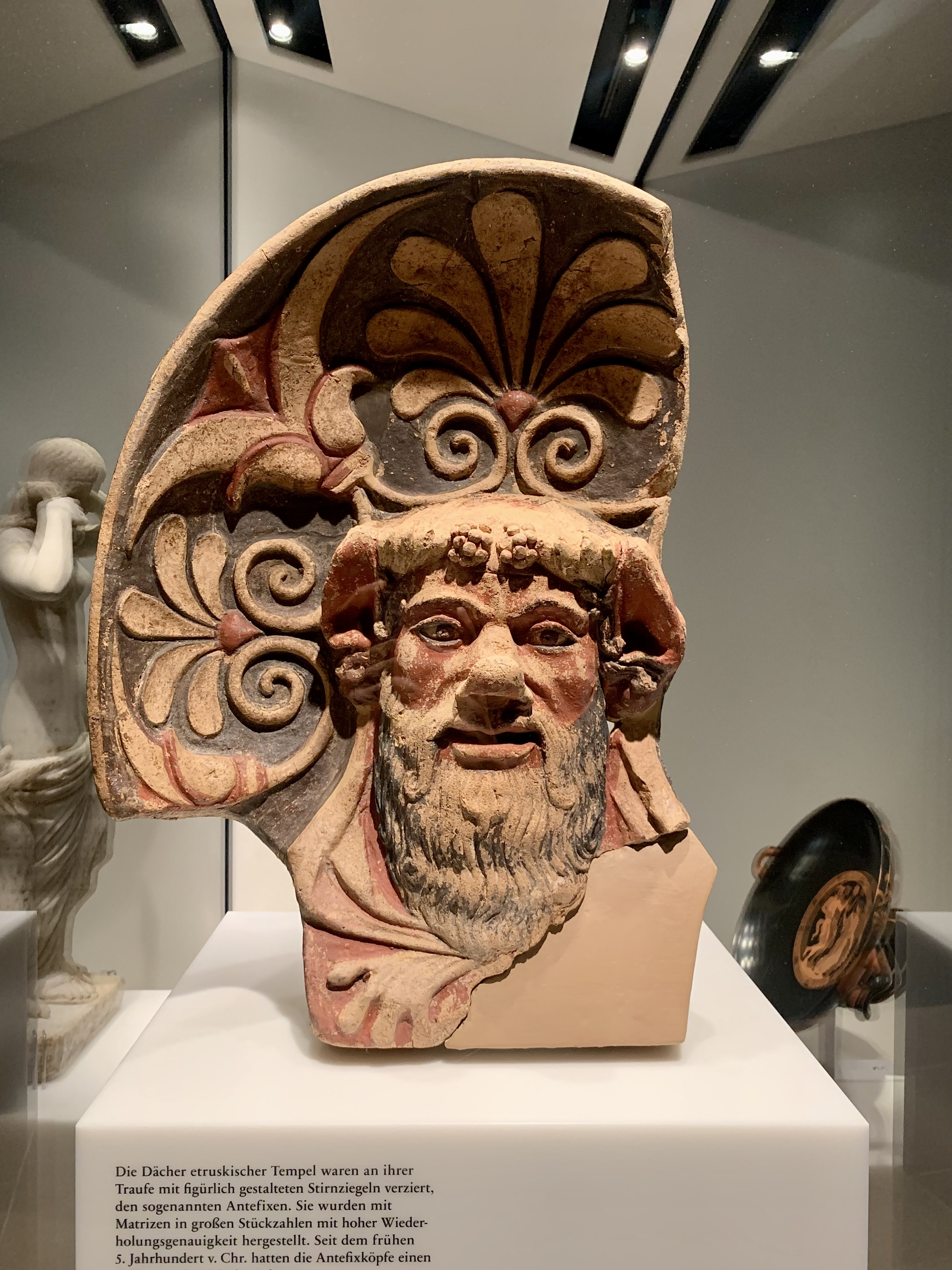
پیکره بالاسنتوری اتروسکی با یک ماسکارون از سیلنیوس، سده چهارم قبل از میلاد، سرامیک، موزه جدید (برلین)، برلین
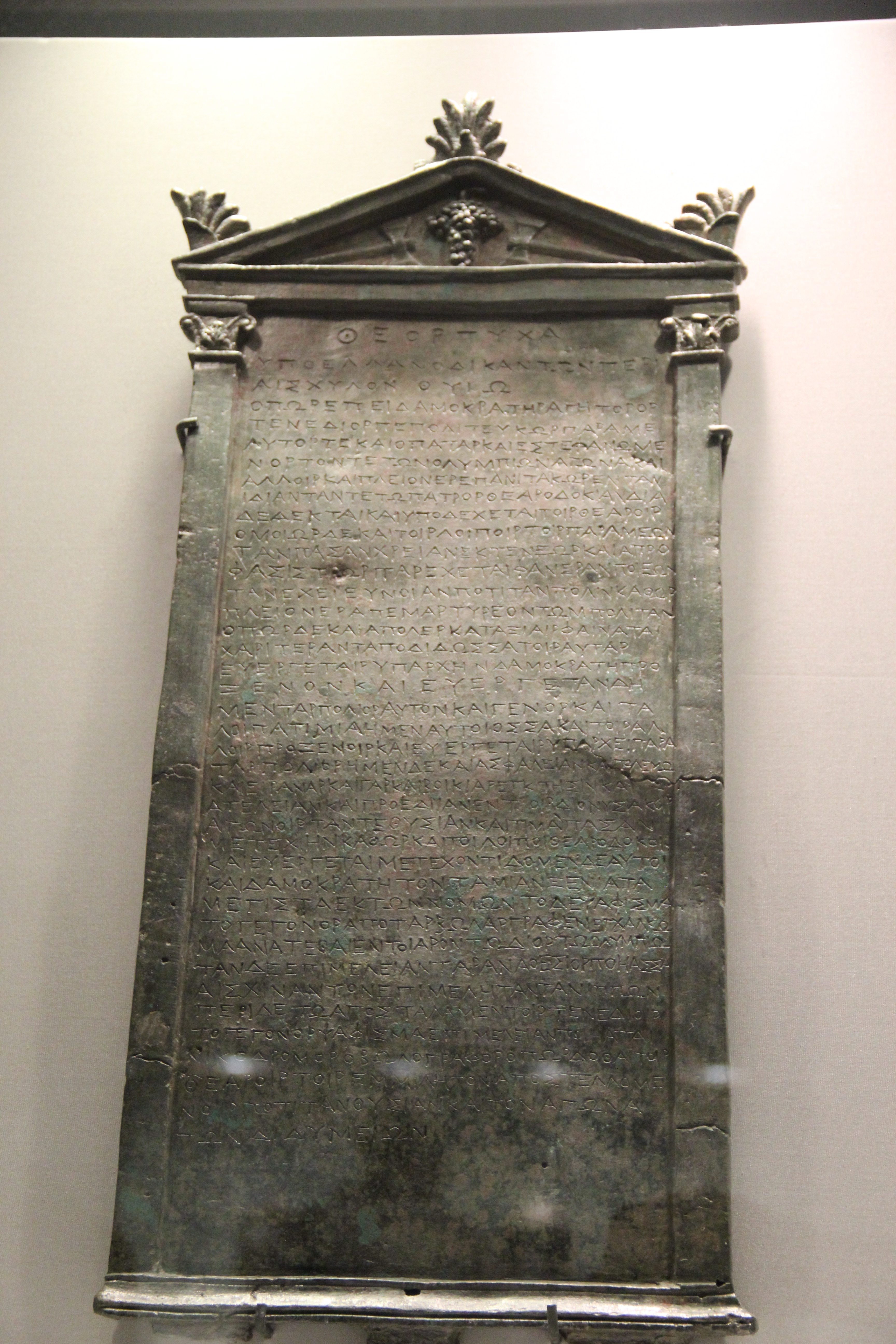
تاج‌های سنتوری ساده شده یونان باستان بر روی یک حکم افتخاری، حدود ۳۰۰–۲۵۰ قبل از میلاد، برنز، موزه ملی باستان‌شناسی آتن، آتن
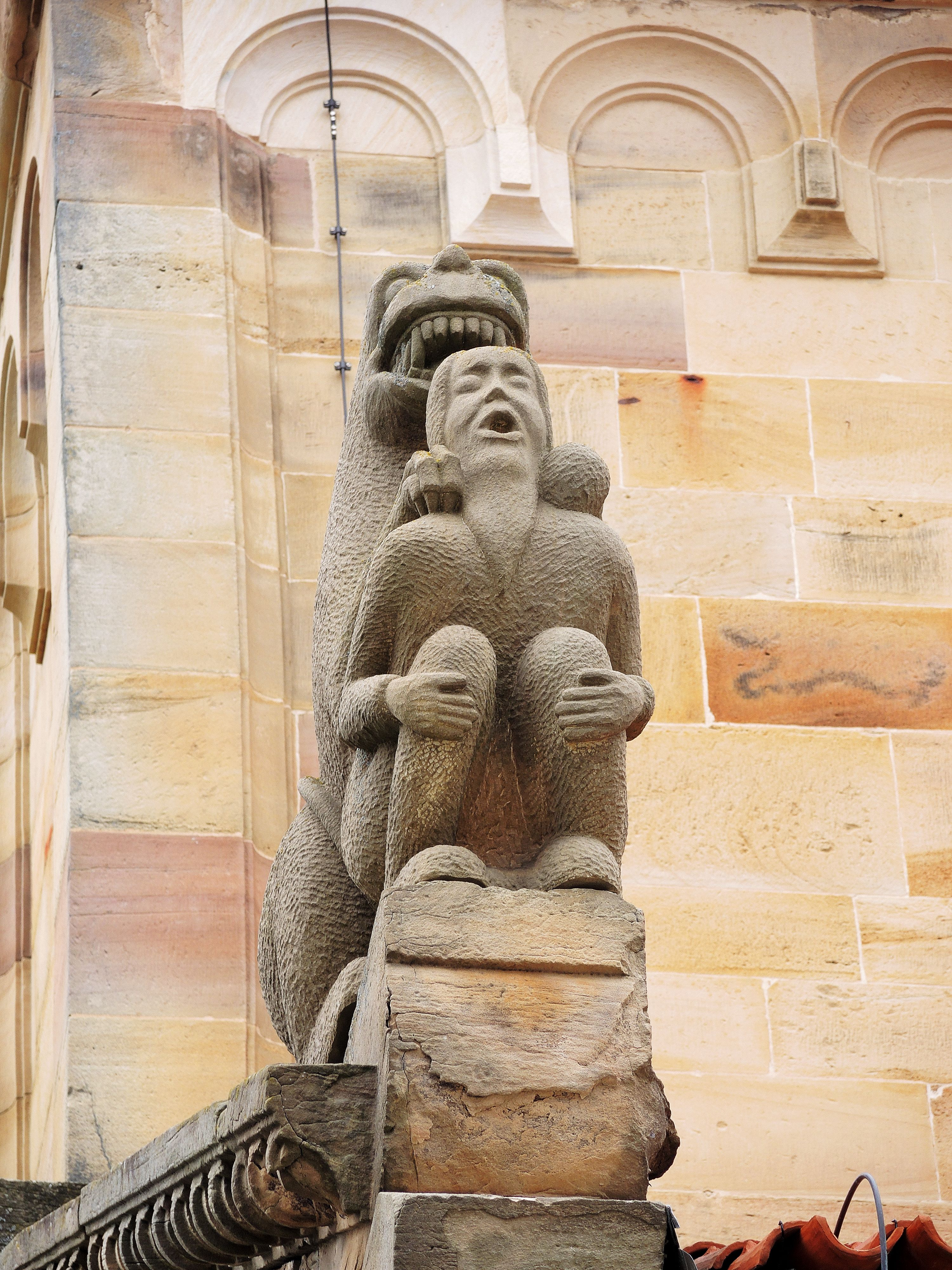
پیکره بالاسنتوری رومی‌وار از کلیسای سن پیر و سن پل، روزهایم، فرانسه، حدود ۱۱۵۰
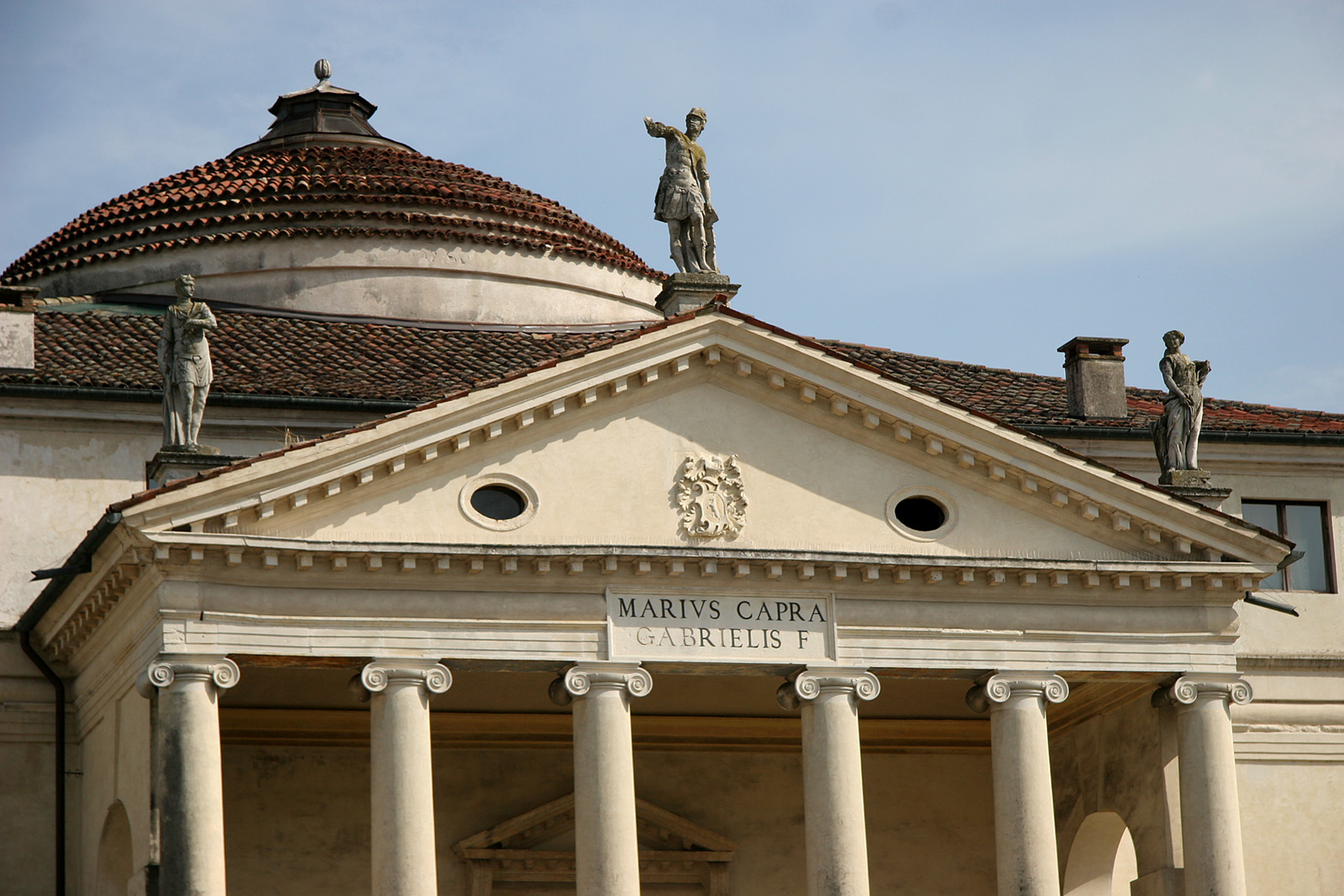
پیکره‌های بالاسنتوری رنسانس ویلا روتوندا، خارج از ویچنزا، ایتالیا، طراحی شده توسط آندرئا پالادیو، ۱۵۶۶–۱۵۹۰
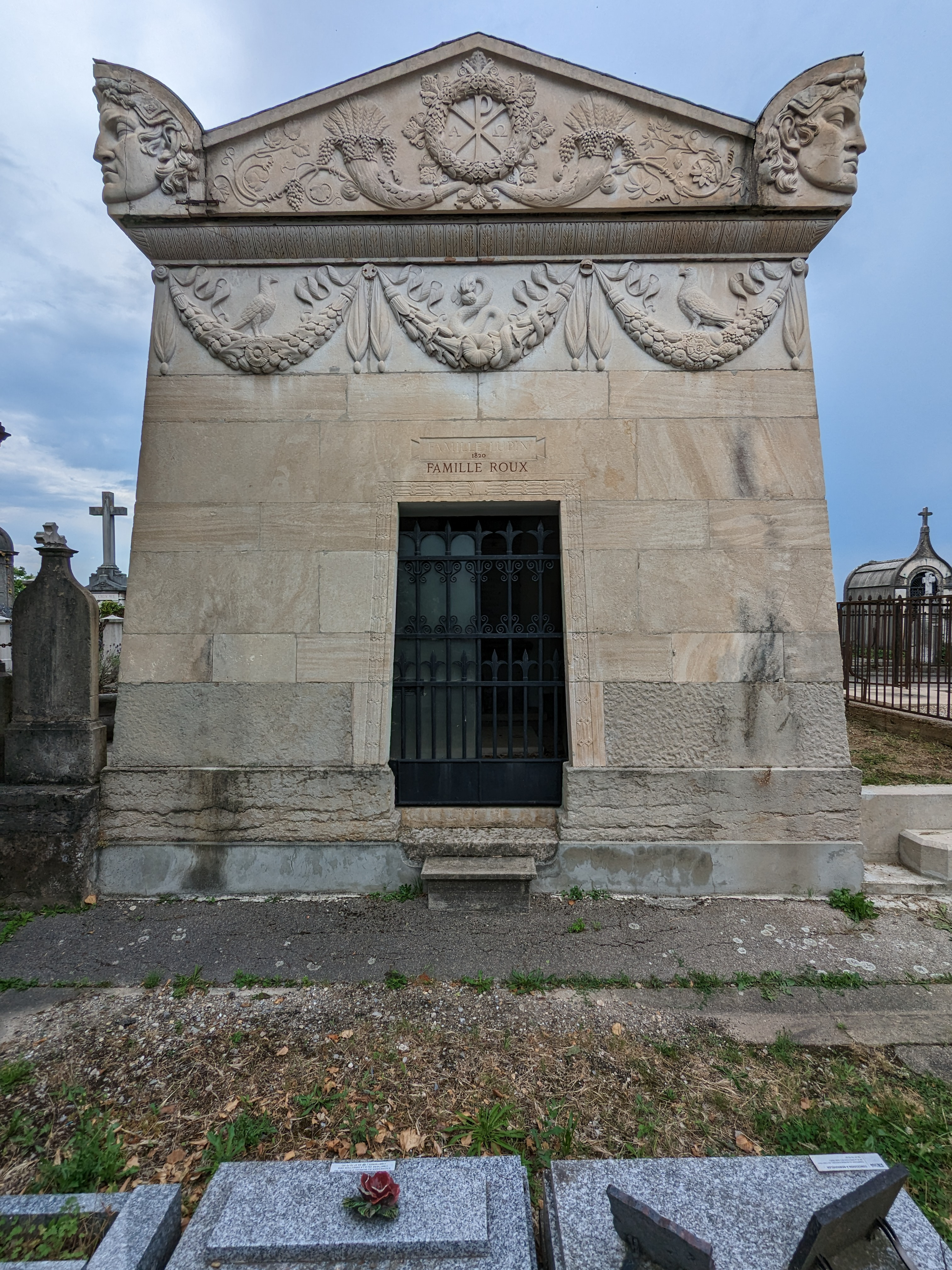
تاج‌های سنتوری نئوکلاسیک با ماسکارون‌ها بر روی آرامگاه خانواده لوپین-روکس، گورستان لویاس، لیون، حدود ۱۸۳۰
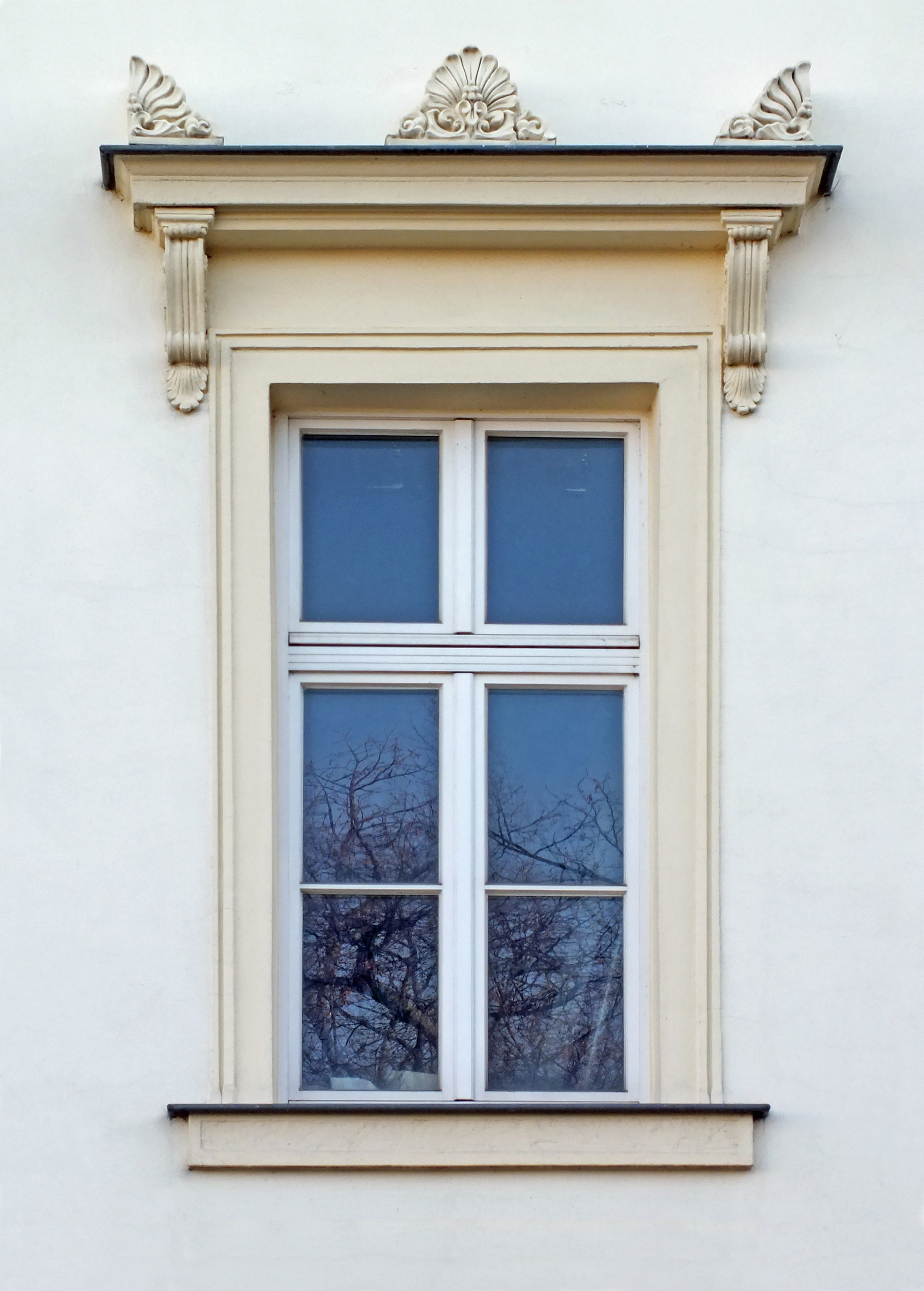
تاج‌های سنتوری نئوکلاسیک از یک پنجره Großer Blumenberg، لایپزیگ، آلمان، طراحی شده توسط آلبرت گوتبروک اواسط قرن نوزدهم
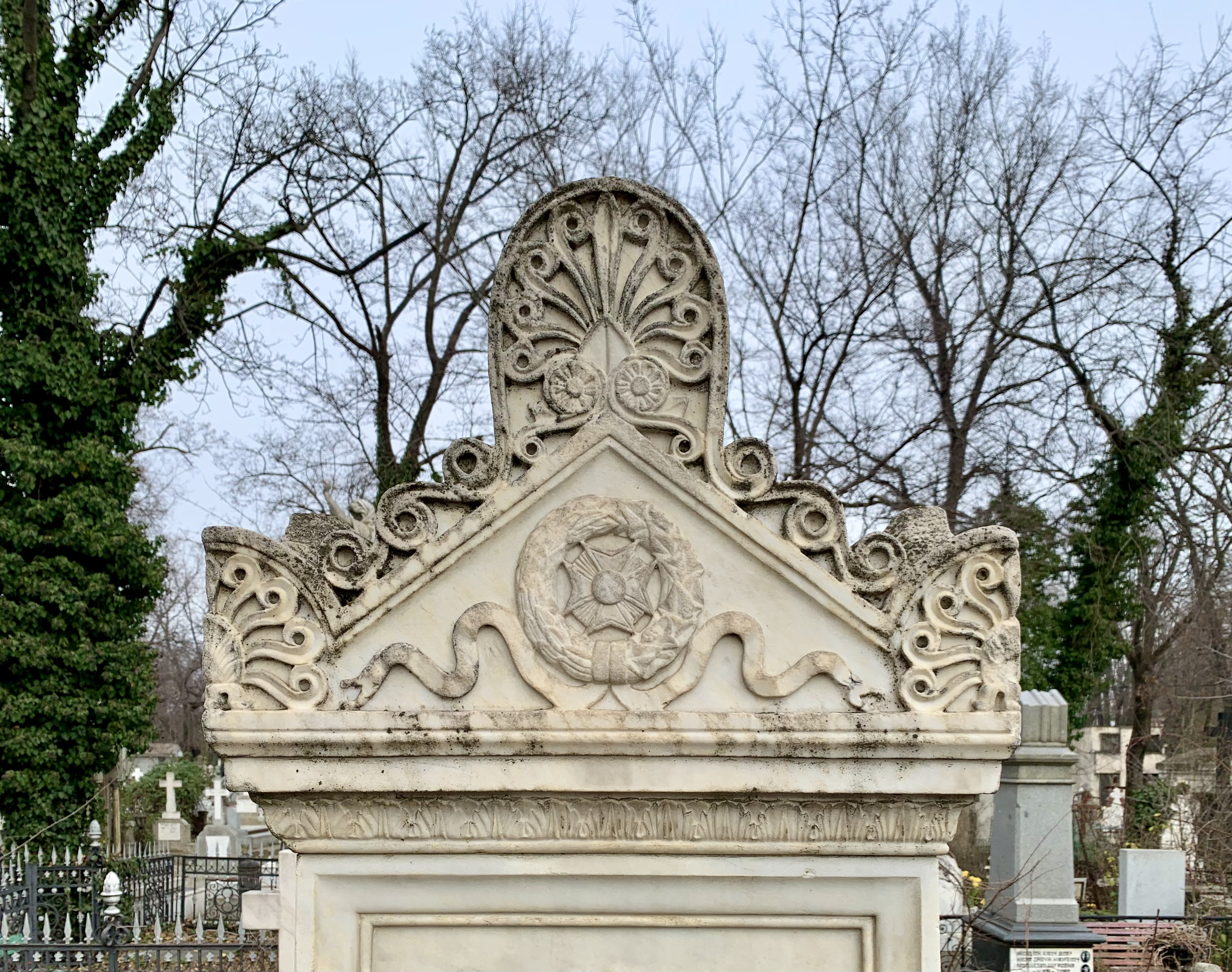
سنتوری نئوکلاسیک با تاج‌های سنتوری بر روی آرامگاه الکساندرینا گرجدانسکو و باربو گرجدانسکو، گورستان بلو، بخارست، رومانی، حدود ۱۸۷۱
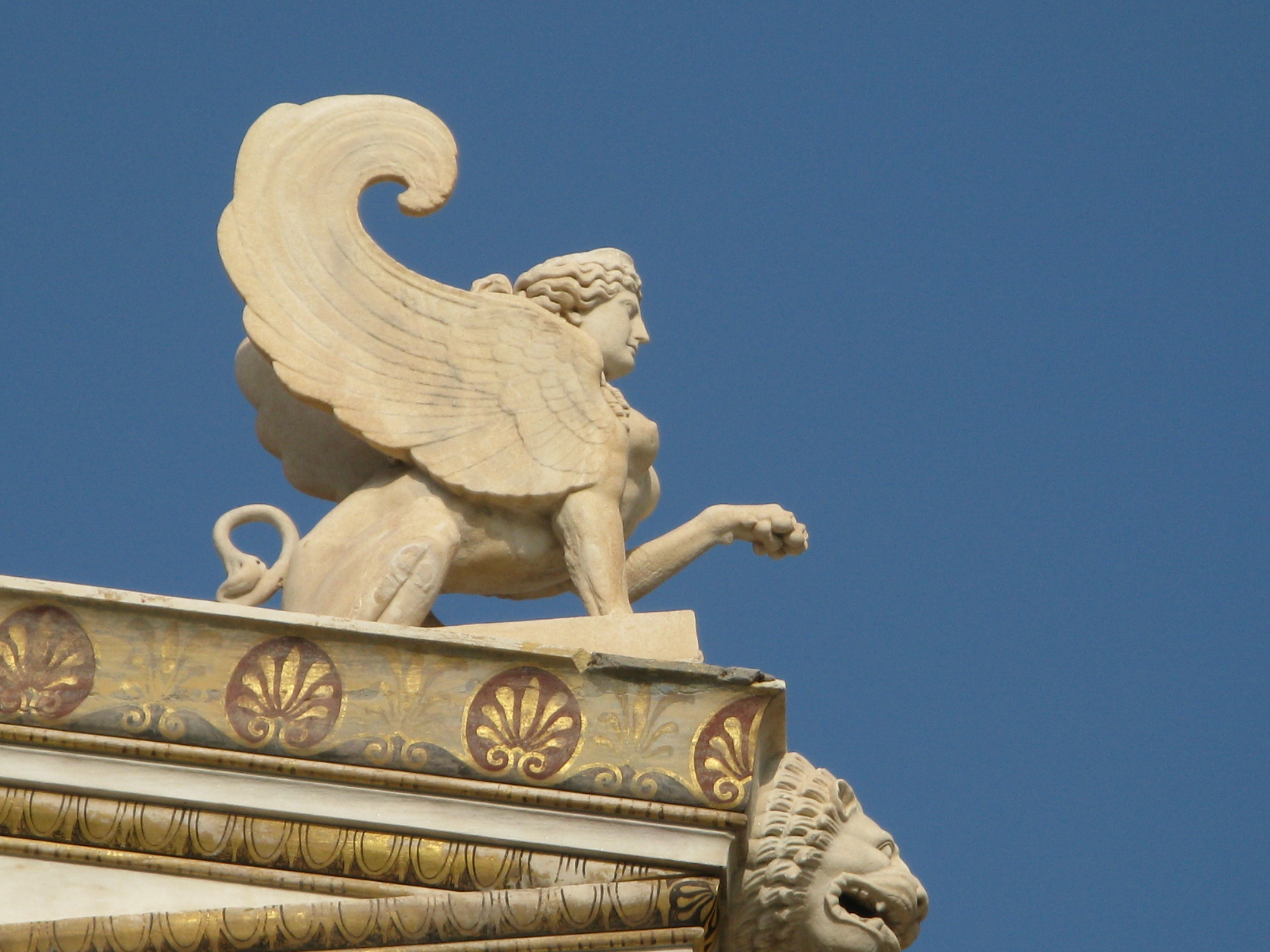
پیکره بالاسنتوری ابوالهول به سبک یونانی احیا شده از آکادمی آتن، طراحی شده توسط تئوفیل هانسن، ۱۸۸۵
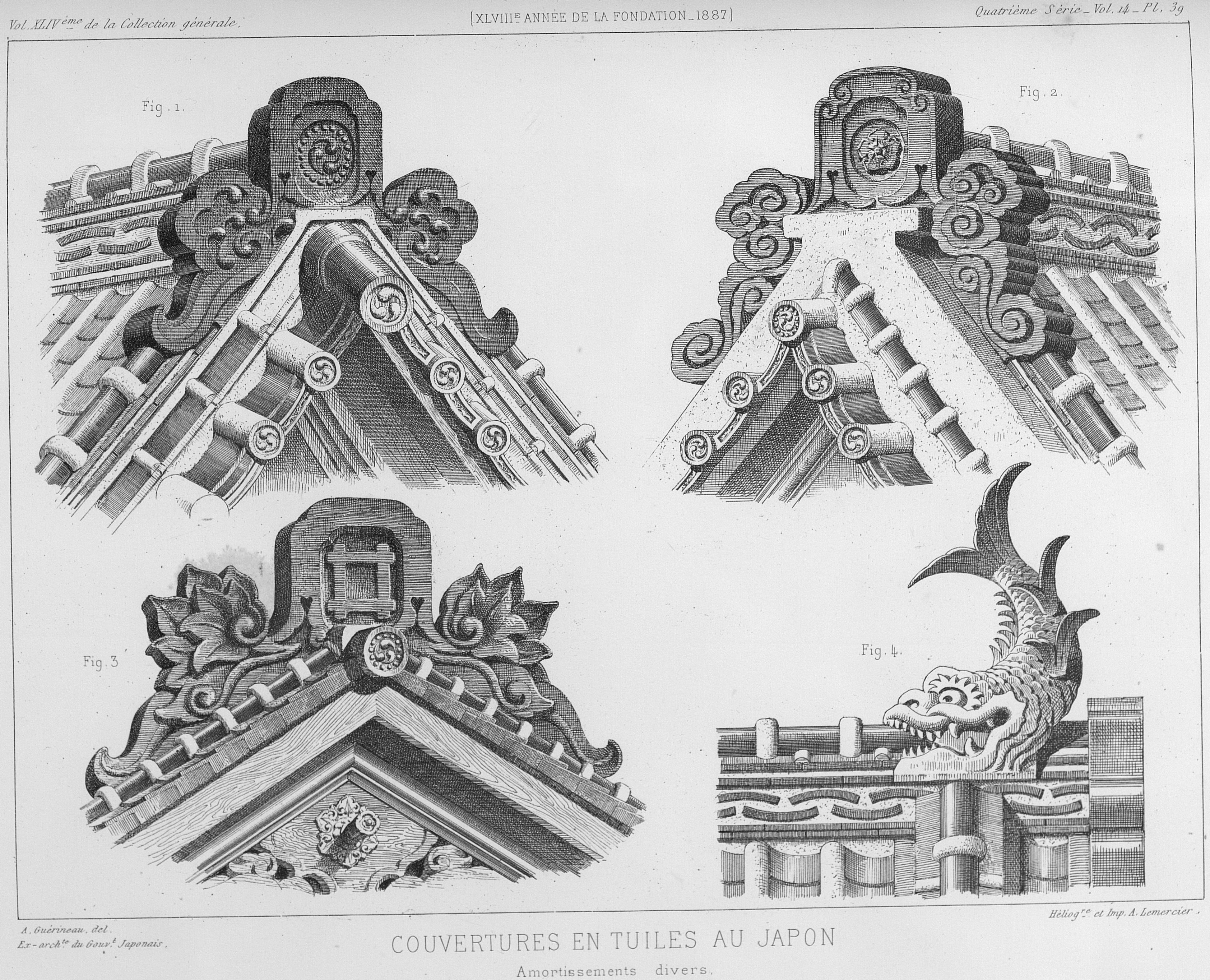
تاج سنتوری ژاپنی، تصویرسازی توسط Abel Guérineau, 1887
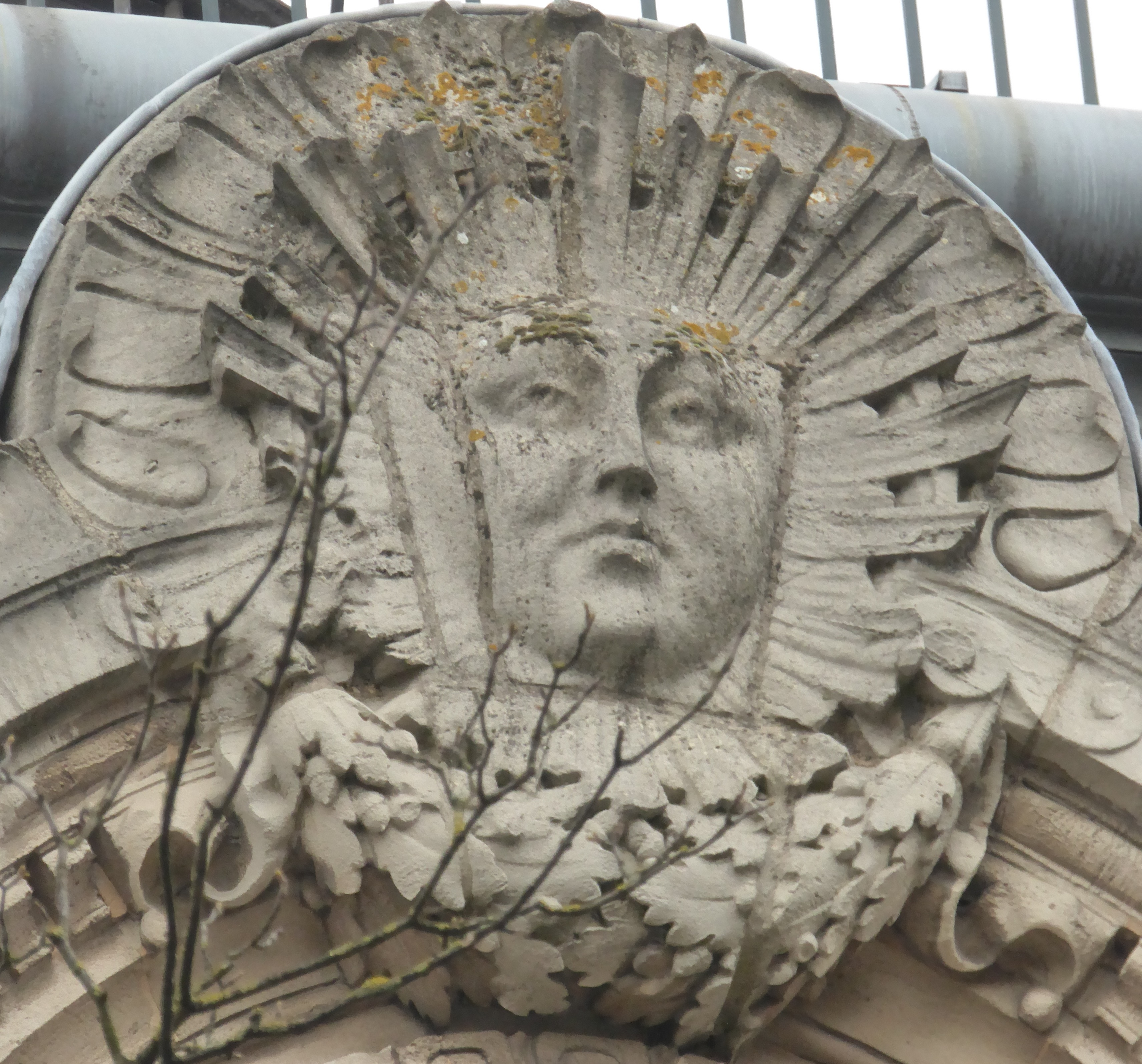
تاج سنتوری بوزار از کالج فرانکلین (بلوار لویی چهاردهم شماره ۵)، لیل، فرانسه، حدود ۱۹۰۰
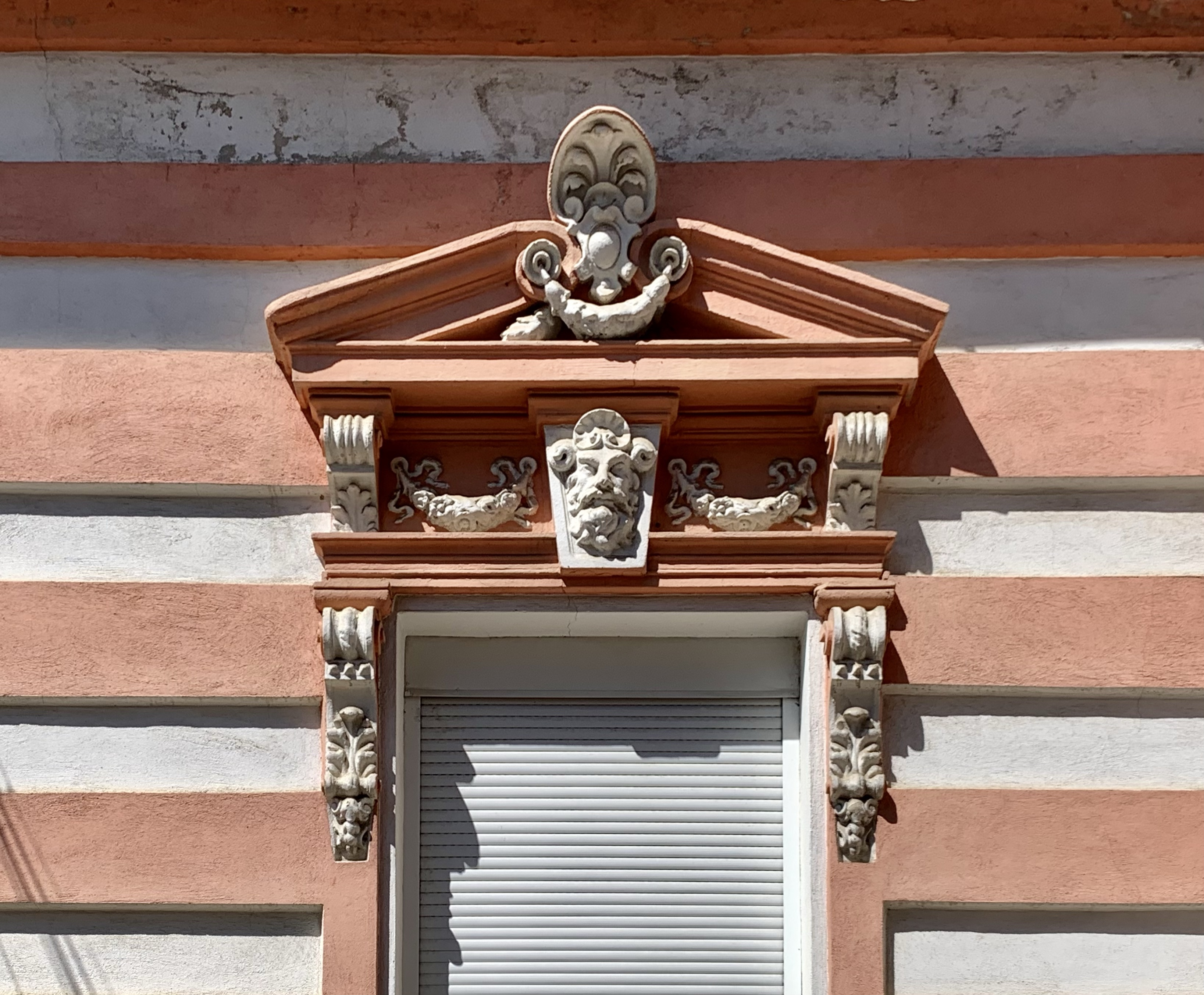
تاج سنتوری بوزار در بالای پنجره‌ای از Strada Grigore Cobălcescu no. 14، بخارست، حدود ۱۹۰۰
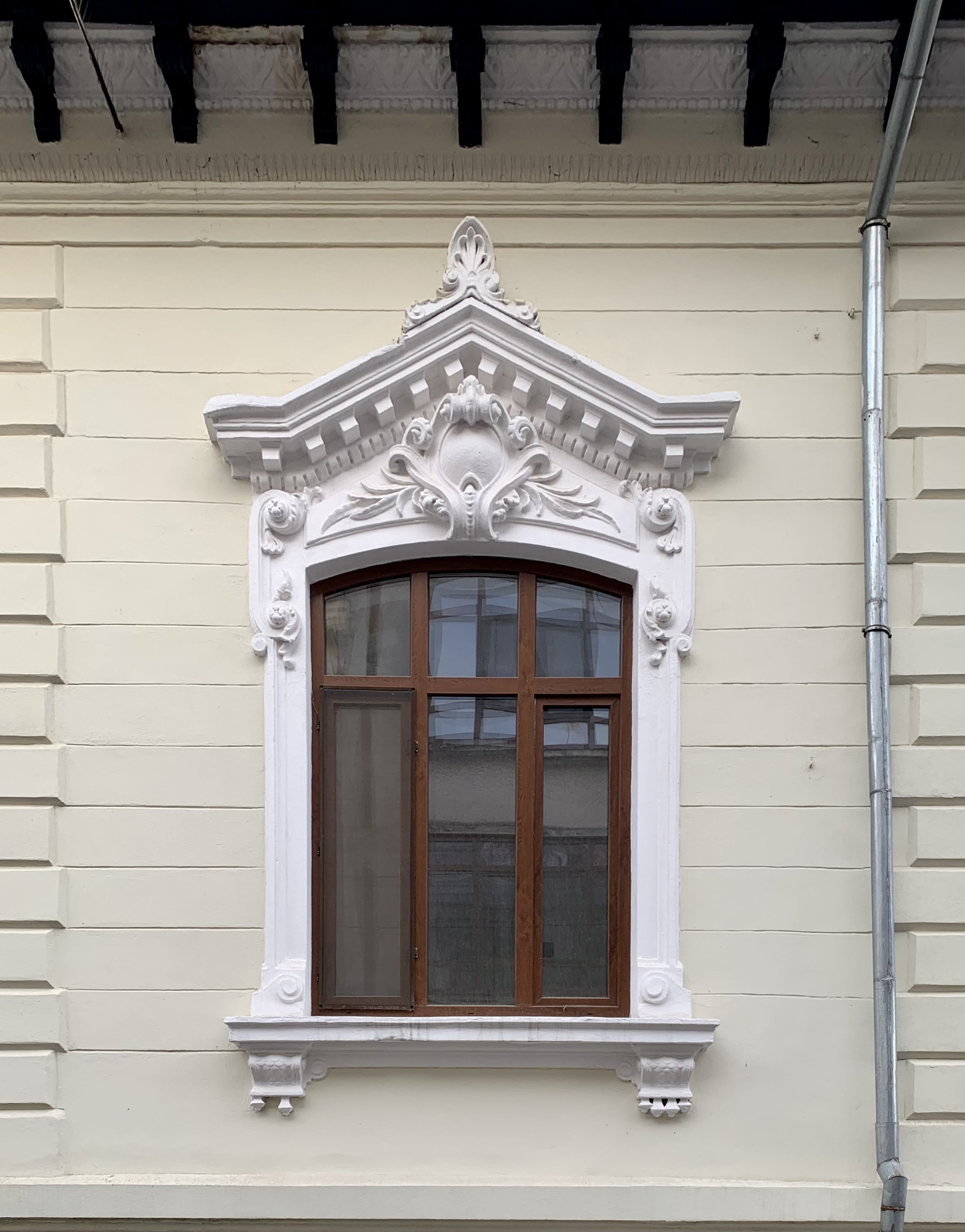
تاج سنتوری بوزار در بالای پنجره‌ای از Strada Bocșa no. 2، بخارست، حدود ۱۹۰۰
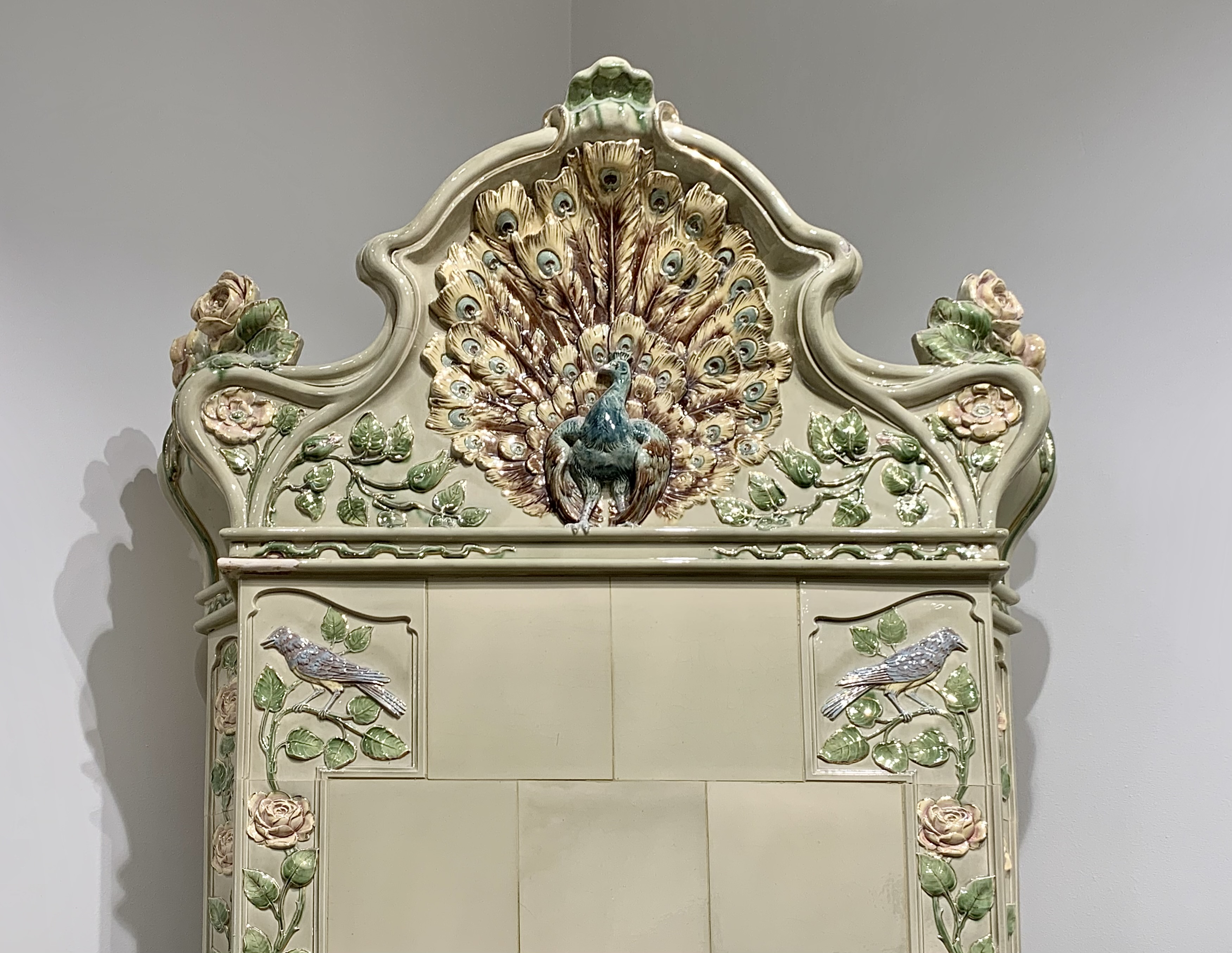
تاج سنتوری هنر نو یک اجاق در خانه میتا دوچرخه‌سوار (خیابان بیسریکا آمزی شماره ۹)، بخارست، احتمالاً توسط Nicolae C. Mihăescu طراحی شده است،[۷] ۱۹۰۸
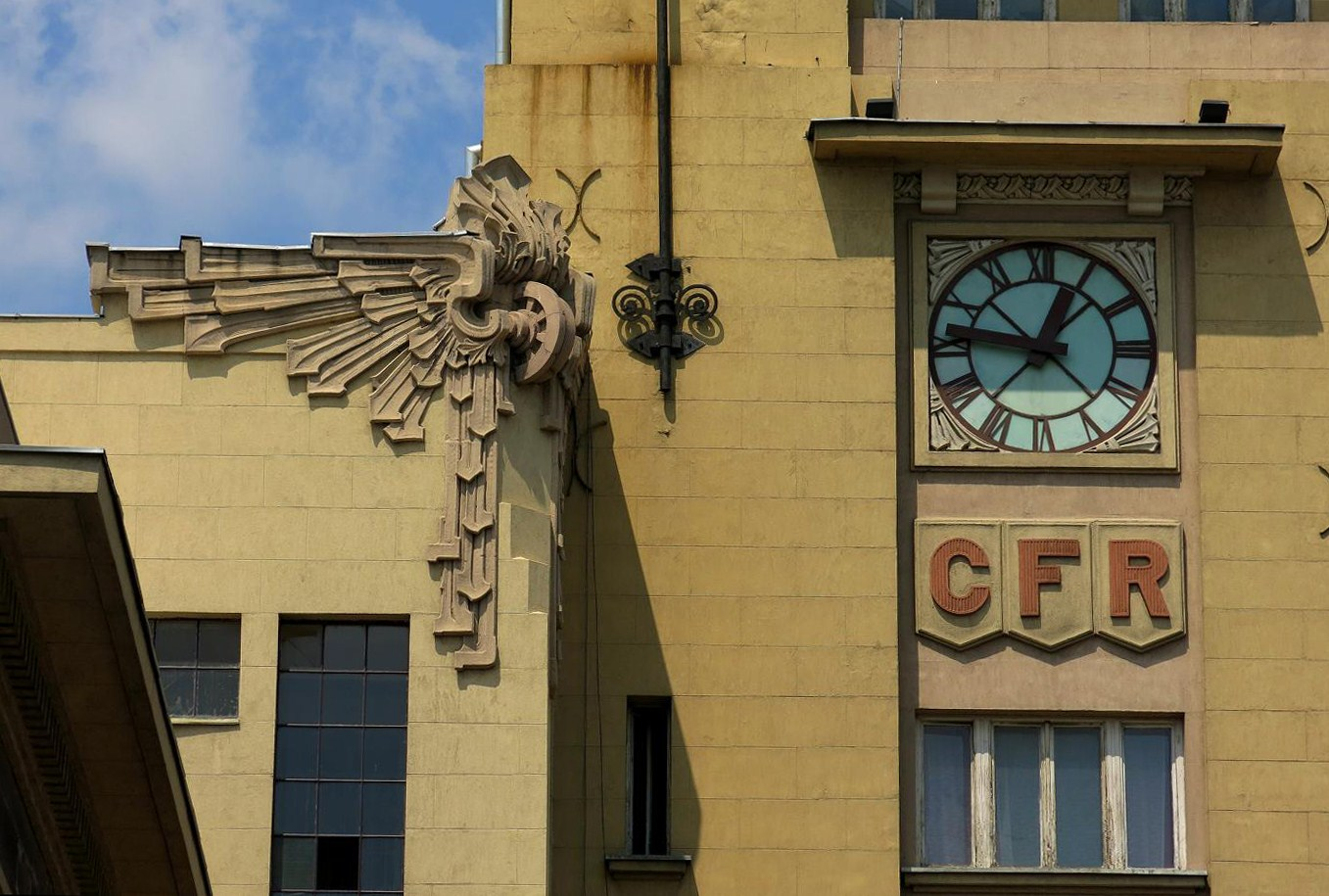
تاج سنتوری هنر دکو از ورودی Dinicu Golescu ایستگاه راه‌آهن شمالی، بخارست، طراحی شده توسط Victor Gh. Ștephănescu, 1935
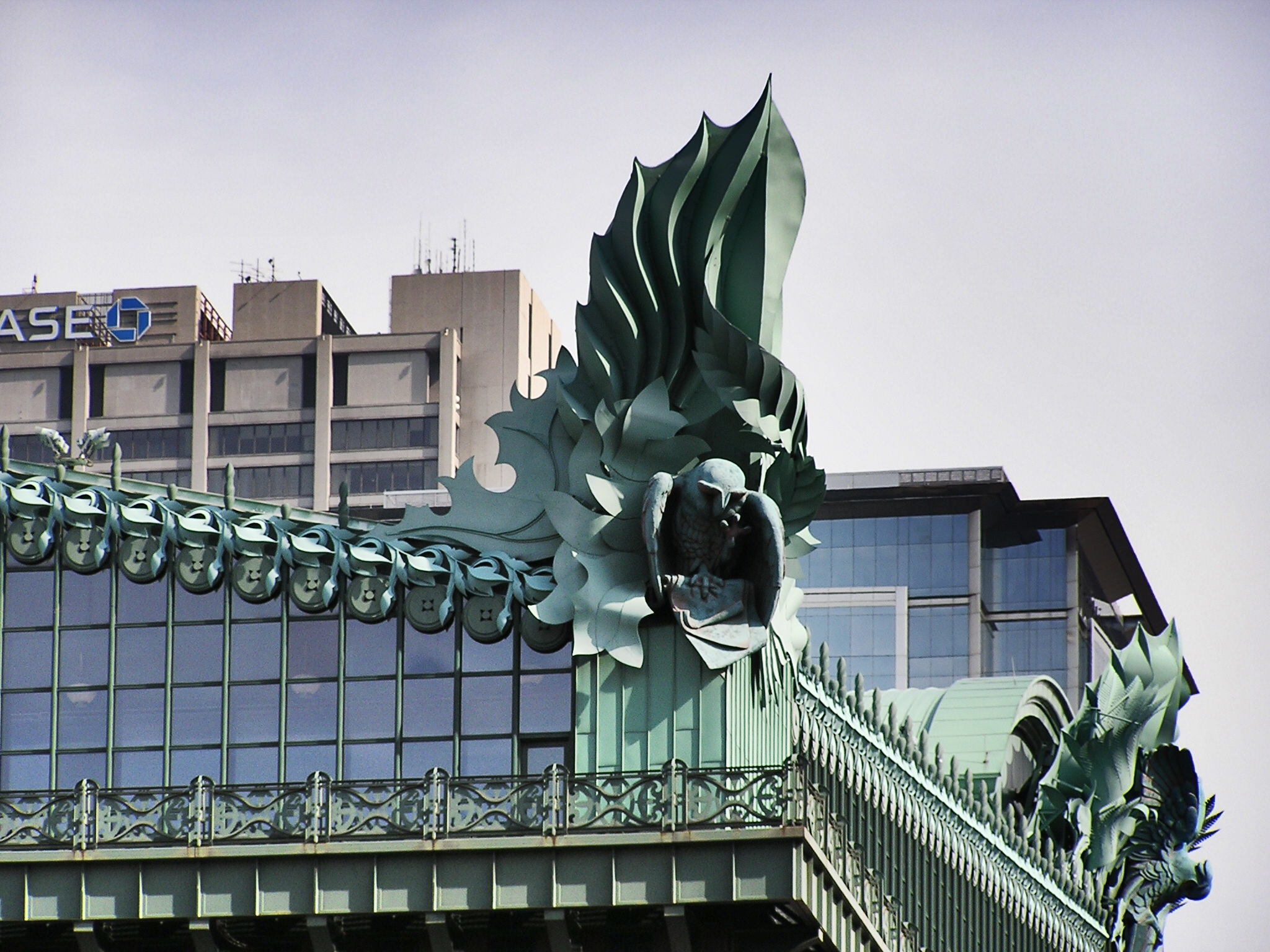
تاج سنتوری پست‌مدرن از کتابخانه هارولد واشینگتن، شیکاگو، توسط Hammond, Beeby & Babka, 1991
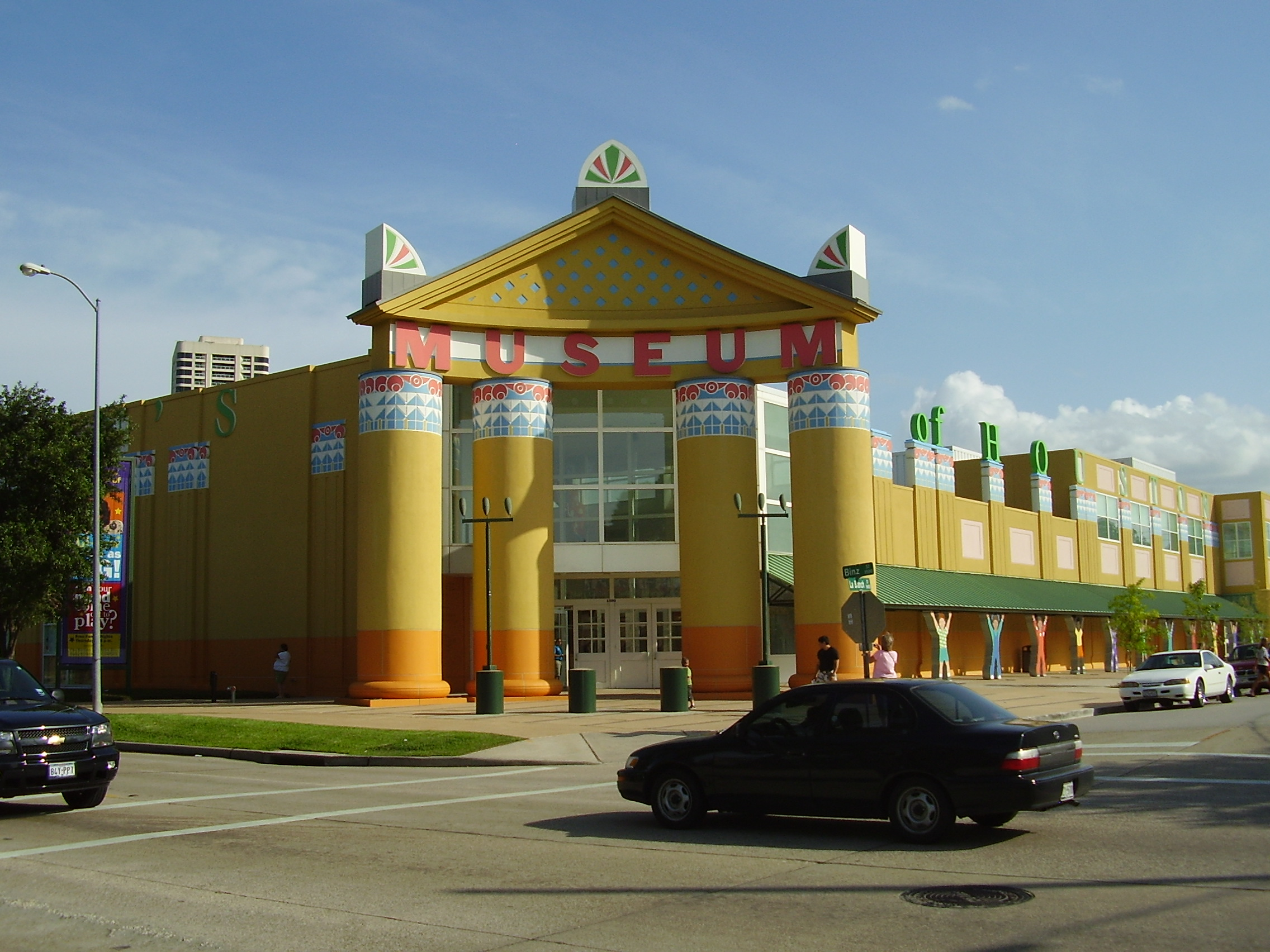
تاج‌های سنتوری پست‌مدرن بر روی پیشانی موزه کودکان هوستون، هیوستون، ایالات متحده، توسط رابرت ونتوری، ۱۹۹۲cite web|url=(https://www.dezeen.com/2018/09/19/robert-venturi-best-postmodern-architecture-projects/)|website=dezeen